# Hudson Greater Eight
Hudson Greater Eight – samochód osobowy produkowany pod amerykańską marką Hudson w latach 1930–1932.

## Dane techniczne
- Pojemność: 3,8 litra
- Cylindry: 4
- Moc: 87 KM
- Typ silnika: dolnozaworowy
- Napęd: tylny